# Araricá
Araricá là một đô thị thuộc bang Rio Grande do Sul, Brasil. Đô thị này có diện tích 35,292 km², dân số năm 2007 là 4781 người, mật độ 135,47 người/km².